# NYC (ep van Prince)
NYC is een live-ep van de Amerikaanse muzikant Prince die in 1997 werd uitgebracht.

## Geschiedenis
Deze ep werd alleen als cassette uitgebracht en bevat live-versies van Jam of the Year en Face Down van Emancipation. De ep werd opgenomen in de Roseland Ballroom op 11 januari 1997 in New York.

## Nummers
| Nr. | Titel           | Duur |
| --- | --------------- | ---- |
| 1.  | Jam of the Year | 5:21 |
| 2.  | Face Down       | 8:33 |